# IAAF World Athletics Tour 2006
Lo IAAF World Athletics Tour 2006 è stata la prima edizione del circuito di meeting internazionali di atletica leggera denominato IAAF World Athletics Tour, ed organizzato dalla IAAF. I meeting si sono disputati dal 9 marzo sino alla IAAF World Athletics Final del 10 settembre tenutasi a Stoccarda in Germania.

## Calendario
Il WAT 2006 si è sviluppato in 25 appuntamenti nei 5 continenti, inclusa la finale.
| #  | Circuito              | Meeting                                 | Città              | Nazione     | Data           |
| -- | --------------------- | --------------------------------------- | ------------------ | ----------- | -------------- |
| 1  | Grand Prix            | Melbourne Track Classic                 | Melbourne          | Australia   | 9 marzo        |
| 2  | Grand Prix            | Grand Prix de Dakar                     | Dakar              | Senegal     | 29 aprile      |
| 3  | Grand Prix            | World Athletics Tour Osaka              | Osaka              | Giappone    | 6 maggio       |
| 4  | Super Grand Prix      | Qatar IAAF Super Tour                   | Doha               | Qatar       | 12 maggio      |
| 5  | Grand Prix            | Grande Premio Brasil Caixa de Atletismo | Belém              | Brasile     | 21 maggio      |
| 6  | Grand Prix            | Prefontaine Classic                     | Eugene             | Stati Uniti | 28 maggio      |
| 7  | Grand Prix            | FBK Games                               | Hengelo            | Paesi Bassi | 28 maggio      |
| 8  | Grand Prix            | Golden Spike                            | Ostrava            | Rep. Ceca   | 30 maggio      |
| 9  | Golden League         | Bislett Games                           | Oslo               | Norvegia    | 2 giugno       |
| 10 | Grand Prix            | British Grand Prix                      | Gateshead          | Regno Unito | 11 giugno      |
| 11 | Super Grand Prix      | Athens Super Grand Prix                 | Atene              | Grecia      | 3 luglio       |
| 12 | Golden League         | Meeting Gaz de France                   | Parigi Saint-Denis | Francia     | 8 luglio       |
| 13 | Super Grand Prix      | Athletissima                            | Losanna            | Svizzera    | 11 luglio      |
| 14 | Golden League         | Golden Gala                             | Roma               | Italia      | 14 luglio      |
| 15 | Grand Prix            | Meeting de Atletismo Madrid             | Madrid             | Spagna      | 17 luglio      |
| 16 | Super Grand Prix      | DN Galan                                | Stoccolma          | Svezia      | 25 luglio      |
| 17 | Grand Prix            | GE Money Grand Prix                     | Helsinki           | Finlandia   | 26 luglio      |
| 18 | Super Grand Prix      | London Grand Prix                       | Londra             | Regno Unito | 28 luglio      |
| 19 | Golden League         | Weltklasse Zürich                       | Zurigo             | Svizzera    | 18 agosto      |
| 20 | Super Grand Prix      | Herculis                                | Montecarlo         | Monaco      | 20 agosto      |
| 21 | Golden League         | Memorial Van Damme                      | Bruxelles          | Belgio      | 25 agosto      |
| 22 | Grand Prix            | Meeting di Rieti                        | Rieti              | Italia      | 27 agosto      |
| 23 | Grand Prix            | Zagreb Grand Prix                       | Zagabria           | Croazia     | 31 agosto      |
| 24 | Golden League         | ISTAF                                   | Berlino            | Germania    | 3 settembre    |
| 25 | World Athletics Final | Weltklasse Zürich                       | Stoccarda          | Germania    | 9-10 settembre |